# Arcadia (poesía)

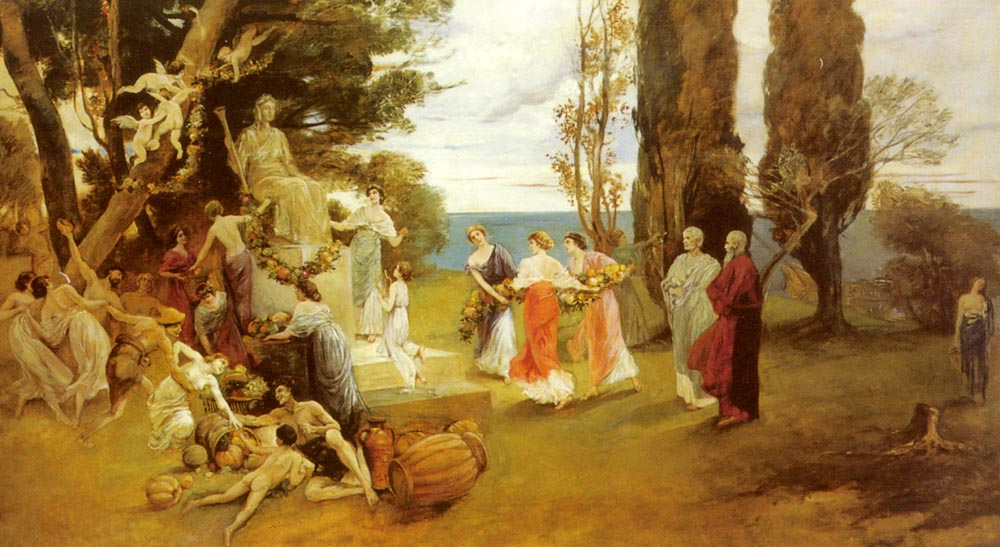
Representación de Arcadia, del pintor romántico Friedrich August von Kaulbach.

Arcadia (del griego: Ἀρκαδία) era una región de la antigua Grecia. Con el tiempo, se ha convertido en el nombre de un país imaginario, creado y descrito por diversos poetas y artistas, sobre todo del Renacimiento y el Romanticismo. En este lugar imaginado reina la felicidad, la sencillez y la paz en un ambiente idílico habitado por una población de pastores que vive en comunión con la naturaleza, como en la leyenda del buen salvaje. En este sentido posee casi las mismas connotaciones que el concepto de Utopía o el de la Edad de oro.
El tema es parte de los mitos de la Grecia antigua y era mencionado en los cuentos populares y en los discursos de algunos sabios como ejemplo de vida.
Entre los artistas occidentales que tocaron el tema de Arcadia en sus obras se encuentran Jacopo Sannazaro, Miguel de Cervantes, Lope de Vega, Antonio Machado, sir Philip Sidney, Nicolas Poussin y Friedrich Schiller.

## Arcadia en la antigüedad

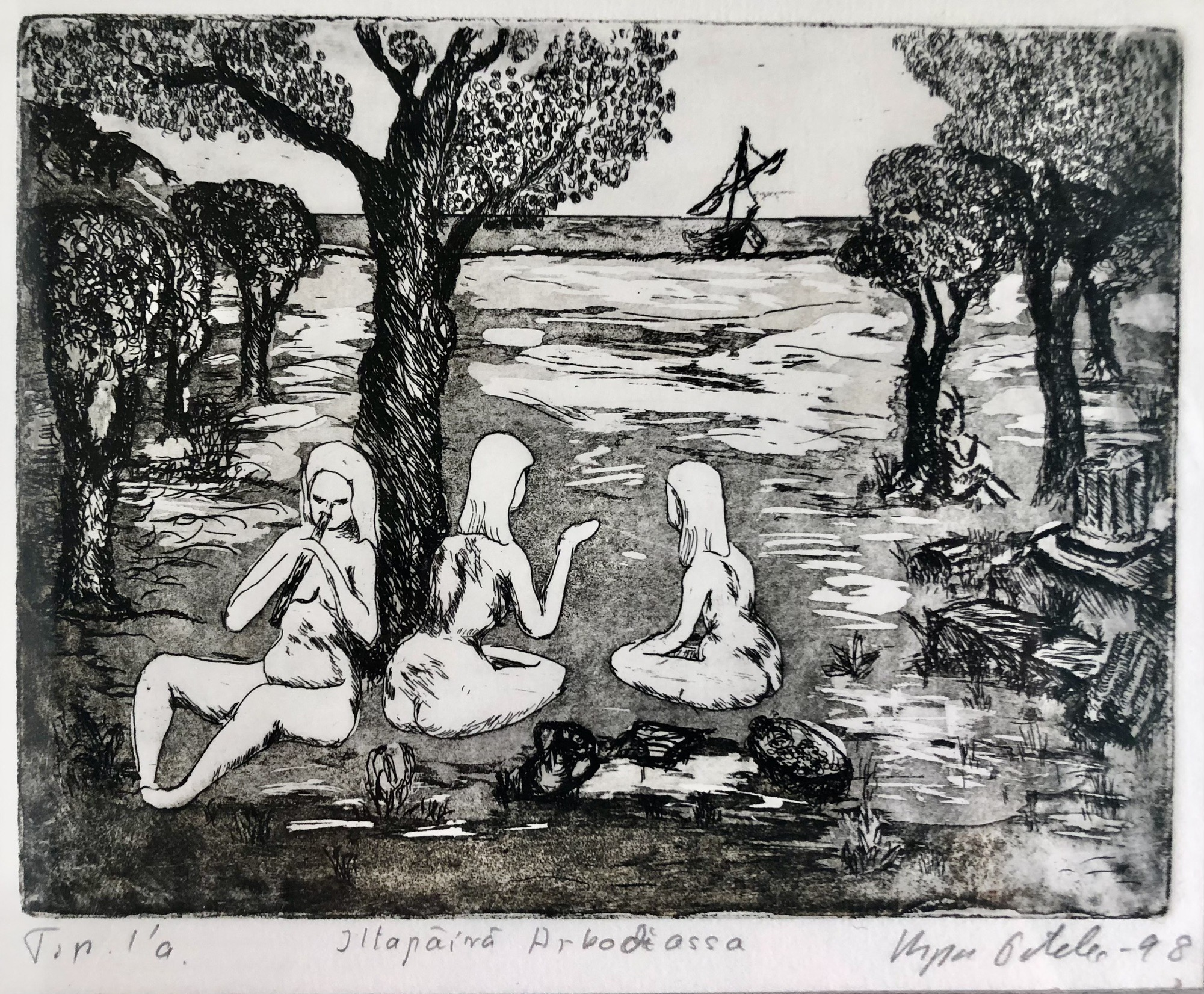
La visión romántica de Arcadia del artista Urpo Tikka 1995

Según la mitología griega, Arcadia en el Peloponeso era un territorio propiedad de Pan, una foresta virgen hogar del dios del bosque y su corte de  dríadas, ninfas y otros espíritus de la naturaleza. Era una versión del paraíso, aunque solo en el sentido de ser la morada de las entidades sobrenaturales, no la morada para los mortales que han fallecido.
Dos nombres llevan el nombre de Arcadia en la mitología griega. La primera fue la consorte de Níctimo y madre de Filonomea.  La segunda fue una de las Danaides.
La mitología griega inspiró al poeta romano Virgilio a escribir sus Églogas, una serie de poemas ambientados en Arcadia.
Cabe destacar que la Arcadia que describieron los autores griegos fue todo lo contrario. Era el reino de Pan, dios de la naturaleza y patrono de los pastores, sus habitantes gozaban de fama por sus dotes musicales, su ruda virtud y su rústica hospitalidad, pero también por su grandísima ignorancia y por su bajo nivel de vida. Sin embargo, Polibio llegó a describirla como una región pobre, yerma, rocosa, fría, privada de todos aquellos placeres que amenizan la existencia. Por ello los poetas griegos ubicaron sus poesías bucólicas en la isla de Sicilia en lugar de Arcadia.

## Arcadia a partir del Renacimiento
Después de la obra de Virgilio, la literatura olvidó durante muchos siglos su concepción de Arcadia como paisaje espiritual simbólico, hasta que se retomó en el Renacimiento, principalmente a partir de la novela de Jacopo de Sannazaro titulada precisamente Arcadia, publicada en 1504. Esta obra fue el inicio de un periodo de unos tres siglos en los que la mención de Arcadia como símbolo fue abundante en la literatura. Después hubo otro periodo de olvido que duró más de un siglo hasta que resurgió a partir de un ensayo de Bruno Snell, en 1945, titulado Arcadia: el descubrimiento de un paisaje espiritual.
En el Renacimiento, Arcadia pasa a ser el símbolo de la sencillez pastoril y escritores como Garcilaso de la Vega tratan frecuentemente el tema, asimilándolo al propio paraíso. A diferencia de la Utopía de Tomás Moro, que es un artefacto del hombre, Arcadia es presentada como el resultado espontáneo de un modo de vida natural, no corrompido todavía por la civilización.
En el rococó fue el escenario habitual del género de las fêtes galantes, escenas cortesanas ambientadas en paisajes bucólicos, un género iniciado por Jean-Antoine Watteau.
La antigua Arcadia no solo inspiró a los poetas. En el siglo XX, en 1994, el músico inglés Thomas Adès compuso un cuarteto de cuerdas titulado "Arcadiana", en siete movimientos. La obra buscó representar paisajes e instantes idílicos, paradisíacos.